# Be m'an perdut lai enves Ventadorn

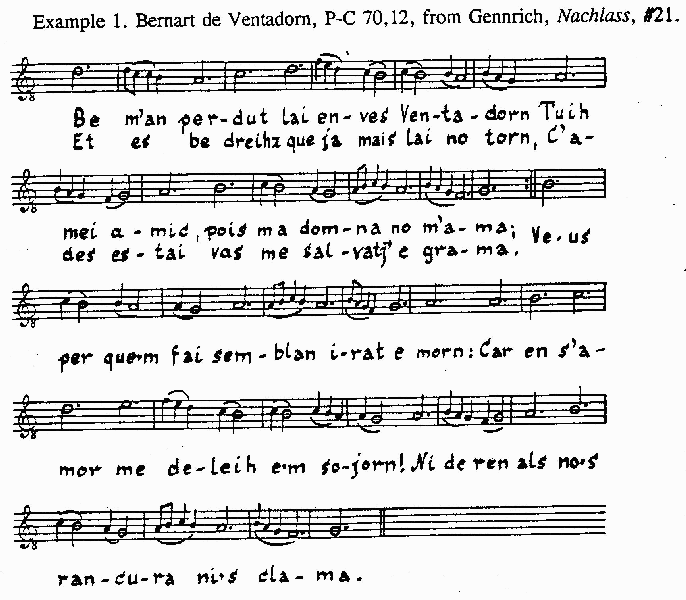
Una trascrizione moderna della linea melodica della canso secondo la notazione del ms. R.

Be m'an perdut lai enves Ventadorn è una canso in lingua occitana antica, composta nel XII secolo dal trovatore limosino Bernart de Ventadorn.

## Contenuto
In Be m'an perdut si riconosce un emblematico esempio di quel trobar leu che contraddistinse Bernart già tra i suoi contemporanei.
La lirica si apre con una sofferta declamazione - costruita attorno alla particella «lai» - di forzata lontananza dalla terra d'origine e da una donna «salvatj' e grama» che disprezza l'amore del poeta. L'argomento è tipico della poetica trobadorica: il sentimento non corrisposto determina un'oppressione financo fisica dal quale l'uomo non può affrancarsi («c'om no pot cor destrenher ses aucire», v. 25).

### «MosBels Vezers»
Notevole la presenza del senhal «Bels Vezers» ("bel vedere") in coda al componimento. Secondo l'interpretazione maggiormente condivisa, si tratterebbe di un riferimento a Costanza, moglie di Raimondo V di Tolosa («e'n Alvernhatz, lo senher de Belcaire», v. 42). Il noto filologo Carl Appel ritenne il senhal rivolto piuttosto a una benefattrice del poeta e non già alla diretta destinataria del verso amoroso. Alcuni studiosi hanno voluto identificare la donna in Agnes de Montluçon, moglie di Ebolo II, che di Bernart era signore e mentore.
Lo stesso senhal occorre anche in un'altra opera di Bernart, Lo rossinhols s'esbaudeya, ripresentando l'attinenza tra «Alvernhatz» e «Bei Vezer de Beicaire».

## Struttura
La canso è composta da un totale di sei coblas, formate da sette versi con schema metrico AB AB AAB, e una tornada. Ciascuna cobla presenta due coppie di pedes e una cauda, distinte da una volta (o diesis) che rivela la tipica reiteratio unius odae codificata da Dante nel De vulgari eloquentia. La tornada chiude il componimento con tre versi in schema metrico AAB.
Il verso della cobla è decasillabico, le rime sono distribuite in coblas doblas ed esposte nella tradizionale alternanza di accentazione maschile (tronca) - femminile (piana).

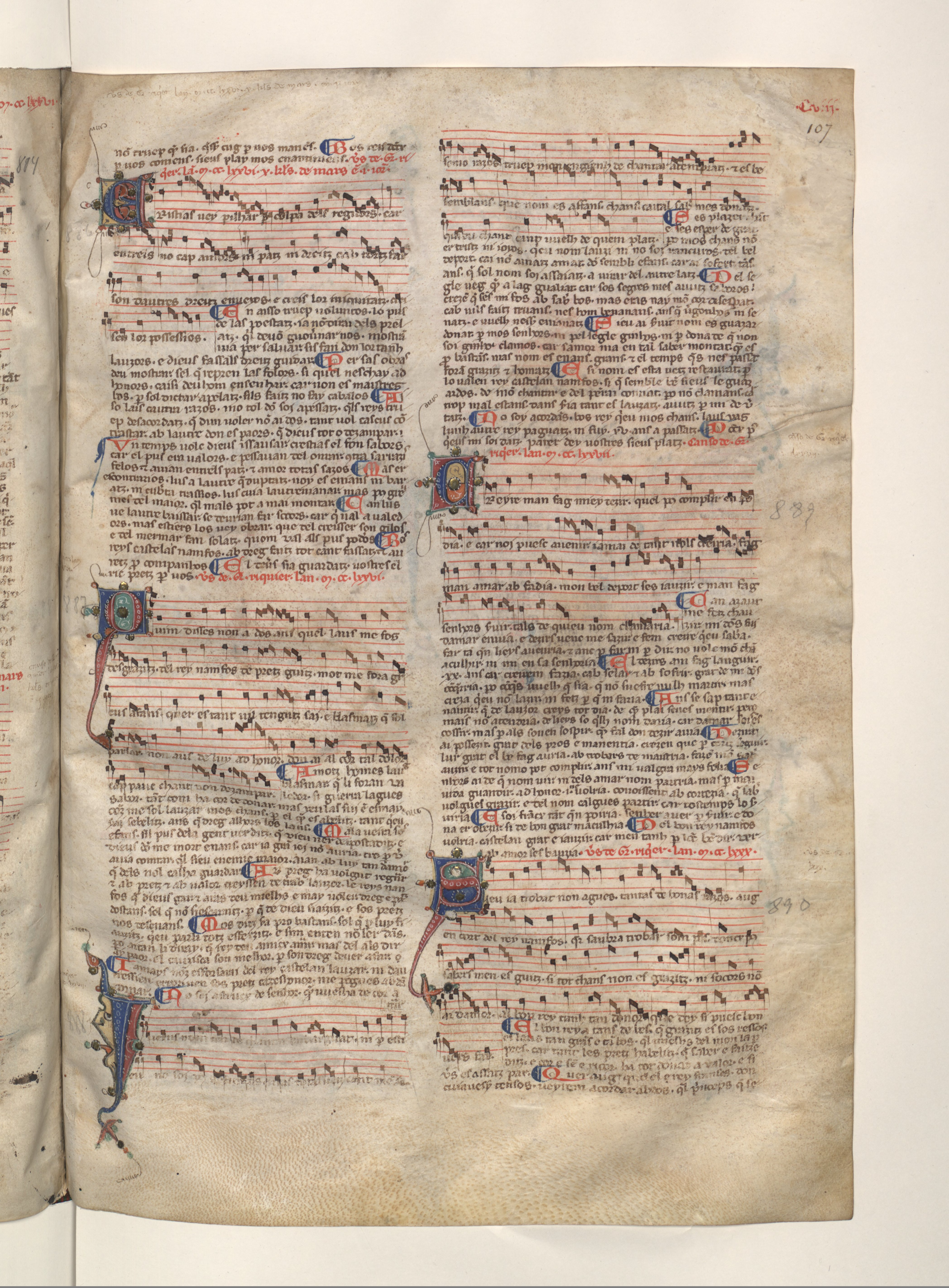
Una pagina del Canzoniere R

## Fonti
I manoscritti che hanno tramandato la lirica in abbinamento alla notazione musicale sono il canzoniere G (Ambrosiano R 71 sup.) e il canzoniere R (BNF, fr. 22543).
Il canzoniere G, in custodia presso la Biblioteca Ambrosiana, è prodotto in Italia tra il XIII e XIV secolo e presenta la notazione più lineare e sillabica. La redazione del canzoniere R (cosiddetto d'Urfé o La Vallière), di compilazione francese risalente al XIV secolo, propone alcune modulationes che rendono più peculiare l'iter melodico.
Non abbiamo in nessun caso esplicite indicazioni di natura esecutiva o sulla durata delle note.

## Testo
Tuih mei amic, pois ma domna no m’ama!

Et es be dreihz que ja mais lai no torn,

C’ades estai vas me salvatj’ e grama.

Ve.us per que.m fai semblan irat e morn:

Car en s’amor me deleih e.m sojorn

Ni de ren als no.s rancura ni.s clama .

Aissi co.l peis qui s’eslaiss’ el cadorn

E no.n sap mot, tro que s’es pres en l’ama,

M’eslaissei eu vas trop amar un jorn,

C’anc no.m gardei, tro fui en mei la flama,

Que m’art plus fort, no.m feira focs de forn!

E ges per so no.m posc partir un dorn,

Aissi.m te pres d’amors e m’aliama.

No.m meravilh si s’amors me te pres,

Que genser cors no crei qu’el mon se mire:

Bels e blancs es, e frescs e gais e les

E totz aitals com eu volh e dezire.

No posc dir mal de leis, que non i es!

Qu’e.l n’agra dih de joi, s’eu li saubes!

Mas no li sai, per so m’en lais de dire.

Totz tems volrai sa onor e sos bes

E.lh serai om et amics e servire,

E l’amarai, be li plass’ o be.lh pes,

C’om no pot cor destrenher ses aucire.

No sai domna, volgues o no volgues,

Si.m volia, c’amar no la pogues.

Mas totas res pot om en mal escrire .

A las autras sui aissi eschazutz !

La cals se vol me pot vas se atraire,

Per tal cove que no.m sia vendutz

L’onors ni.l bes que m’a en cor a faire!

Qu’enoyos es preyars, pos er perdutz!

Per me.us o dic, que mals m’en es vengutz,

Car trait m’a la bela de mal aire .

En Proensa tramet jois e salutz

E mais de bes c’om no lor sap retraire!

E fatz esfortz, miracles e vertutz,

Car eu lor man de so don non ai gaire,

Qu’eu non ai joi, mas tan can m’en adutz

Mos Bels Vezers e’n Fachura, mos drutz,

E’n Alvernhatz, lo senher de Belcaire.

Mos Bels Vezers, per vos fai Deus vertutz

Tals c’om no.us ve que no si’ ereubutz

Dels bels plazers que sabetz dir e faire.»
(Carl Appel, Seine Lieder, 1915, p. 67 (XII).)